# Callionymus fasciatus
Callionymus fasciatus là một loài cá biển thuộc chi Callionymus trong họ Cá đàn lia. Loài này được mô tả lần đầu tiên vào năm 1837.

## Phân bố và môi trường sống
C. fasciatus có phạm vi phân bố ở Địa Trung Hải (trừ phía nam) và Biển Đen. Chúng được tìm thấy từ vịnh Genova (biển Ligure) trải dài đến biển Aegea và biển Marmara; xuống phía nam và qua phía đông Biển Đen. C. fasciatus ở độ sâu khoảng từ 5 đến 350 m (nhưng phổ biến hơn ở độ sâu khoảng 100 m trở lại).

## Mô tả
Mẫu vật lớn nhất của C. fasciatus có chiều dài cơ thể được ghi nhận là 16,5 cm.
Thức ăn của C. fasciatus là các loài động vật không xương sống nhỏ, chủ yếu là động vật giáp xác và giun.